# The Crystals
The Crystals är en amerikansk vokal tjejgrupp bildad i Brooklyn, New York, USA år 1961. Till gruppens mest kända hits hör "Da Doo Ron Ron" och "Then He Kissed Me" som producerades av Phil Spector.
Medlemmarna var ursprungligen Barbara Alston, Mary Thomas, Delores "Dee Dee" Kennibrew, Merna Girard och Patricia "Patsy" Wright, vilka bildade bandet då de gick på high school. Alston valdes snabbt till huvudsångerska. Redan samma år som bildandet hade gruppen fått kontrakt på Phil Spectors skivbolag Philles Records och fått en medelstor hit i hemlandet med låten "There's No Other Like My Baby".
De följande singlarna "Uptown" och "Oh, Yeah, Maybe, Baby" blev också framgångar. Dolores "Lala" Brooks ersatte efter detta Merna Girard som blivit gravid under inspelningstiden. Ganska snart därpå spelade Phil Spector, som ägde rättigheterna till namnet The Crystal, in några låtar med sångerskan Darlene Love och gav ut materialet under The Crystals. Dessa inspelningar resulterade i singeln "He's a Rebel" (skriven av Gene Pitney). Låten toppade billboardlistan och blev i USA gruppens största hit. I Europa var den en mer blygsam hit. Nästa singel, "He's Sure the Boy I Love", spelades även den in med Darlene Love.
Efter detta började den riktiga gruppen spela in igen och släppte de två framgångsrika singlarna "Da Doo Ron Ron" (gruppens största hit i Sverige) och "Then He Kissed Me". Innan dess hade Mary Thomas hunnit lämna gruppen. Medlemmarna i gruppen var dock missnöjda med att Spector spelat in under gruppnamnet utan dem och detta var en bidragande orsak till att Spector började leta efter andra projekt, främst The Ronettes. The Crystals upplöstes 1967 efter att ha gett ut några icke framgångsrika singlar. År 1971 skedde en återförening och sedan dess har gruppen ibland i olika versioner återförenats för att uppträda och spela in musik.

## Diskografi
Studioalbum
- Twist Uptown (1962)
- He's a Rebel (1963)

Samlingsalbum
- The Very Best of Johnny Hates Jazz (1993)
- The Best of the Crystals (1992)
- Da Doo Ron Ron: The Very Best of The Crystals (2011)

Singlar (urval)
- "There's No Other (Like My Baby)" 1961 (US # 20)
- "Uptown" 1961 (US #13)
- "He's a Rebel" 1961 (US #1, UK #19)
- "He's Sure The Boy I Love" 1963 (US #11)
- "Da Doo Ron Ron" 1963 (US #3, UK #5)
- "Then He Kissed Me" 1963 (US #6, UK #2)